# Kwon Soo-hyun
Kwon Soo-hyun (en hangul, 권수현; RR: Gwon Su-hyeon) es un actor surcoreano.

## Carrera
Es miembro de la agencia "HB Entertainment".
Ha aparecido en sesiones fotográficas para "bnt International", entre otros.
En diciembre del 2014 se unió al elenco recurrente de la serie Run, Jang-mi donde dio vida a Baek Jang-soo, el hermano menor de Baek Jang-mi (Lee Young-ah), hasta el final de la serie en junio del 2015.
En el 2015 se unió al elenco de la serie High Society, donde interpretó a Lee Tae-gun, el secretario y la mano derecha de Ye Won (Yoon Ji-hye), a quien ayuda en su intento por tratar de hacerse cargo del Grupo "Taejin Pacific".
En 2016 apareció en la serie Another Miss Oh (también conocida como "Oh Hae-Young Again"), donde dio vida a un exalumno de la escuela secundaria de Hae-young.El 7 de septiembre del mismo año se unió al elenco secundario de la película The Age of Shadows donde interpretó a Sun-gil.
En el 2017 se unió al elenco recurrente de la serie Age of Youth 2 (también conocida como "Hello, My Twenties! 2"), donde dio vida a Hwang Woo-seob, el amigo de Yoon Jong-yeol (Shin Hyun-soo).
En 2018 se unió al elenco recurrente de la serie The Smile Has Left Your Eyes (también conocida como "Hundred Million Stars From the Sky"), donde interpretó al oficial Eum Cho-rong, un joven colega del detective Yoo Jin-gook (Park Sung-woong) que está enamorado de su hermana Yoo Jin-kang (Jung So-min).Ese mismo año apareció en la serie Top Management donde dio vida a Jay Love, un exmiembro del grupo "SOUL".
El 6 de mayo de 2019 se unió al elenco de la serie Abyss, donde interpretó a Seo Ji-wook, un abogado de la fiscalía y uno de los colegas de Go Se-yeon (Park Bo-young) antes de su muerte, Ji-wook es un hombre que parece amable en la superficie pero que en realidad es uno de los responsables de la muerte de Se-yeon, hasta el final de la serie el 25 de junio del mismo año.
En 2022 formó parte del elenco de la serie Minamdang, donde da vida al virtuoso y polifacético fiscal Cha Do-won, un miembro de la Fiscalía del Distrito Oeste, quien proviene de una familia extremadamente rica, pero que esconde algo detrás de su sonrisa amistosa.

## Filmografía

### Series de televisión
| Año     | Título                                | Personaje                | Notas                     | Ref.          |
| ------- | ------------------------------------- | ------------------------ | ------------------------- | ------------- |
| 2014-15 | Run, Jang-mi                          | Baek Jang-soo            | 123 episodios             |               |
| 2015    | High Society                          | Lee Tae-gun              |                           |               |
| 2016    | The K2                                | Guardaespaldas           |                           |               |
| 2017    | Age of Youth 2                        | Hwang Woo-seob           |                           |               |
| 2017    | Drama Special: Let Us Meet, Joo Oh    | Yuto                     |                           |               |
| 2017    | Queen of Mystery                      |                          |                           |               |
| 2017    | Assistant Manager Park's Private Life | Kim gyeong-soo           |                           |               |
| 2018    | Welcome to Waikiki                    |                          | Ep. 18                    |               |
| 2018    | The Smile Has Left Your Eyes          | Eum Cho-rong             |                           |               |
| 2018    | Top Management                        | Jay Love                 | Ep. 1                     |               |
| 2019    | Abyss                                 | Seo Ji-wook / Oh Tae-jin | 8 episodios               |               |
| 2020    | Old School Intern                     | Amigo de Ga Yul-chan     | Ep. 1                     |               |
| 2020    | Record of Youth                       | Kim Jin-woo              |                           |               |
| 2021    | Drama Stage - "Love Spoiler"          |                          |                           | [ 12 ]        |
| 2021    | Move to Heaven                        | Jung Soo-hyun            | Aparición especial        | [ 13 ]        |
| 2021    | Doom at Your Service                  | Cita de Tak Dong-kyung   | Aparición especial, ep. 6 |               |
| 2021    | Crime Puzzle                          | Cha Seung-jae            |                           |               |
| 2022    | Minamdang                             | Cha Do-won               |                           | [ 14 ]        |
| 2025    | La isla del tesoro                    | Yeom Hee-cheol           |                           | [ 15 ] [ 16 ] |

### Películas
| Año  | Título               | Personaje              | Notas                                                                                       | Ref.          |
| ---- | -------------------- | ---------------------- | ------------------------------------------------------------------------------------------- | ------------- |
| 2012 | Dangerously Excited  | Soo                    | Junto a Yoon Je-moon, Sung Joon, Song Ha-yoon, Kim Hee-jung, Yoo Seung-mok y Seo Hyun-jung. |               |
| 2016 | The Age of Shadows   | Sun-gil                | Junto a Song Kang-ho, Gong Yoo, Han Ji-min, Uhm Tae-goo y Shin Sung-rok.                    |               |
| 2017 | Misbehavior          | Presidente de la clase | Junto a Kim Ha-neul, Yoo In-young, Lee Won-keun, Lee Ki-woo, Lee Hee-joon y Kwak Dong-yeon. |               |
| 2022 | Project Wolf Hunting | Jin Kang-woo           | Junto a Seo In-guk, Jang Dong-yoon, Choi Gwi-hwa, Park Ho-san y Jung So-min.                | [ 17 ] [ 18 ] |